# Епархия Хоимы
Епархия Хоимы (лат. Dioecesis Hoimanus) — епархия Римско-Католической Церкви с центром в городе Хоима, Уганда. Епархия Хоимы входит в митрополию Мбарары. Кафедральным собором епархии Хоимы является церковь святого Петра в городе Хоима.

## История
9 августа 1965 года Римский папа Павел VI издал буллу Quo aptius, которой учредил епархию Хоимы, выделив её из архиепархией Рубаги (сегодня — архиепархии Кампалы) и епархии Форт-Портала.

## Ординарии епархии
- епископ Cipriano Biyehima Kihangire (1965 — 1968);
- епископ Albert Edward Baharagate (1969 — 1991);
- епископ Deogratias Muganwa Byabazaire (1991 — † 8.02.2014);
  - Sede Vacante